# Chiusi
Chiusi est une commune italienne d'environ 8 100 habitants située dans la province de Sienne, en Toscane.

## Histoire
Clusium est le nom latin de la ville antique, membre de la dodécapole étrusque, dont le roi Porsenna entreprit une politique d'expansion territoriale : il s'empara de Rome et attaqua les Latins, avant d'être vaincu à la bataille d'Aricie en -507, par Aristodème de Cumes.
En -390 la ville est prise et saccagée par les gaulois de Brennos.
En -295, dans le cadre de la bataille de Sentinum, la région est ravagée par des troupes romaines.

## Monuments
Édifices religieux :
- Cattedrale di San Secondiano, le duomo et son campanile fortifié, transformé en citerne, non conjoint au bâtiment principal.
- Chiesa di San Francesco (Chiusi)|Chiesa di San Francesco

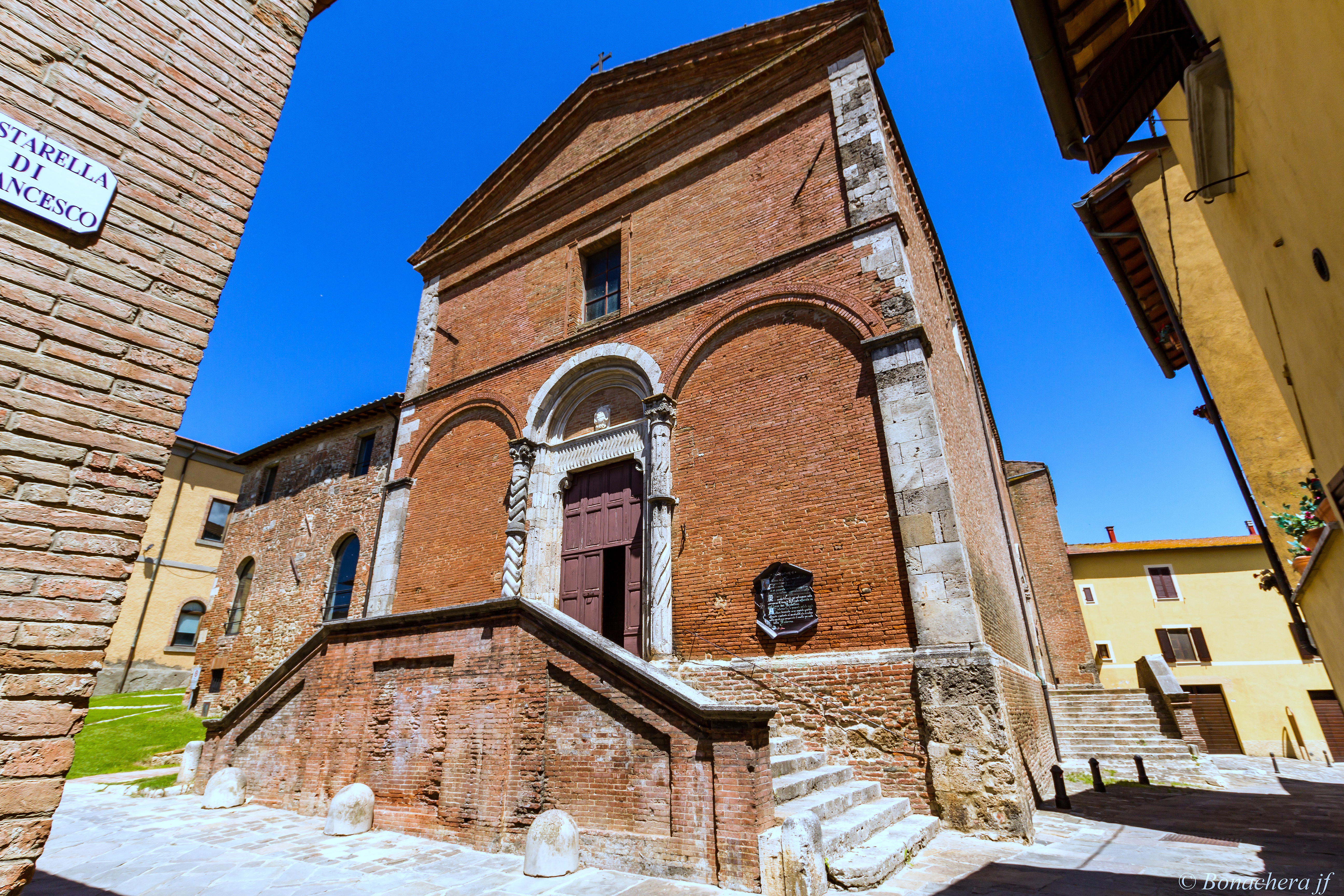
Chiesa di San Francesco di Chiusi.

- Chiesa di Santa Maria Novella (Chiusi)|Chiesa di Santa Maria Novella
- Chiesa di Sant'Apollinare (Chiusi)|Chiesa di Sant'Apollinare
- Chiesa di Santo Stefano (Chiusi)|Chiesa di Santo Stefano
- Chiesa di Santa Maria della Pace (Chiusi)|Chiesa di Santa Maria della Pace
- Catacomba di Santa Caterina d'Alessandria
- Catacomba di Santa Mustiola
- Chiesa di San Leopoldo (Dolciano)
- Chiesa di San Piero Apostolo (Macciano)
- Chiesa del Santissimo Nome di Maria (Querce al Pino)

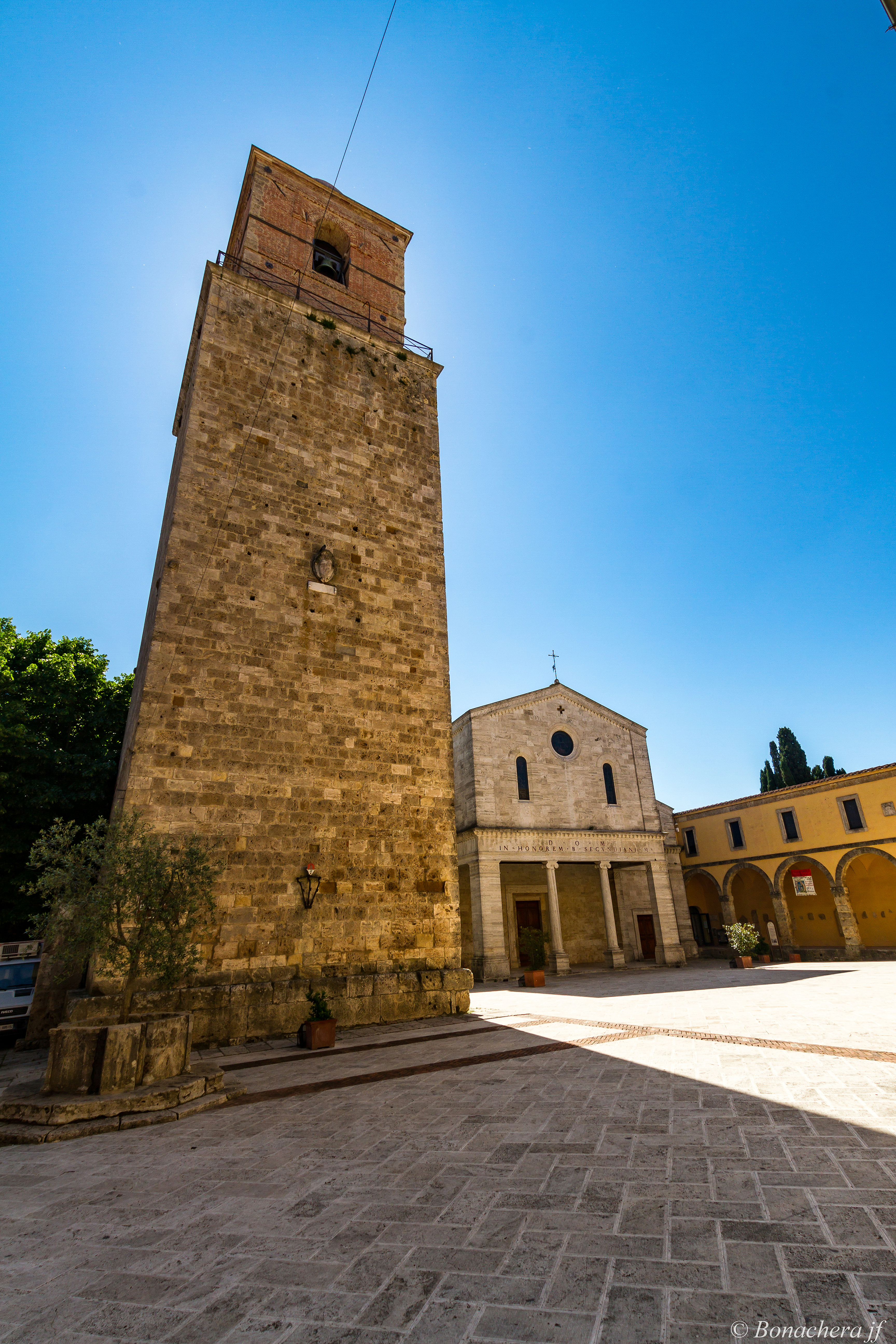
A cisterna romana de Chiusi.

## Culture

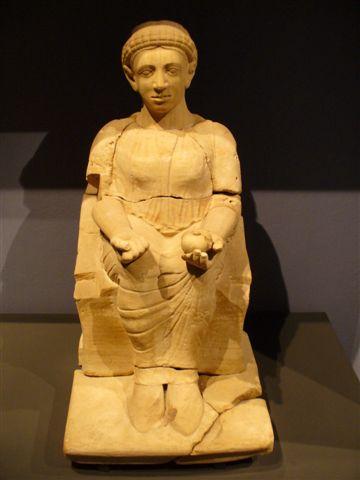
Figure d'ancêtre, statue conservée au Musée archéologique national de Chiusi.

Un important musée étrusque (Museo archeologico nazionale di Chiusi) dans la ville expose ses collections de sarcophages en pietra fetida, d'urnes cinéraires, de buccheri, de cippes, de canopes dits « de Chiusi », de masques, de vases de céramique attique à figures noires et d'objets divers provenant de nombreux sites de nécropoles des environs, dont une partie près du lac de Chiusi (lago di Chiusi) de la nécropole de Poggio Renzo qui comprend des tombes dont deux  sont accessibles : la Tombe de la Pèlerine et  la Tombe du lion.
Certaines œuvres (vases peints) d'origine locale, dispersées dans différents musées du monde, sont attribuées au « groupe de Chiusi ».

## Administration
| Période                                  | Période  | Identité      | Étiquette | Qualité |
| ---------------------------------------- | -------- | ------------- | --------- | ------- |
| 26 mai 2002                              | En cours | Luca Ceccobao |           |         |
| Les données manquantes sont à compléter. |          |               |           |         |

### Hameaux
Chiusi Scalo (ou Chiusi-Stazione, 3 892 habitants, altitude : 252 m, gare ferroviaire sur la ligne Firenze-Roma, desservant les villes de Chiusi, Chianciano Terme, Montepulciano et Cetona).
Autres hameaux : La Macchia, Melagrano, Montallese, Macciano, Pania, Querce al Pino.

### Communes limitrophes
Castiglione del Lago (PG), Cetona, Chianciano Terme, Città della Pieve (PG), Montepulciano, Sarteano.

### Jumelages
Chiusi est jumelée avec Andrézieux-Bouthéon (France) et Neu Isenburg (Allemagne).